# Керімова Гюльбановша Курбан-кизи
Гюльбановша Курбан-кизи Керімова (азерб. Gülbənövşə Qurban qızı Kərimova; 22 квітня 1918, Закатальський повіт — 1983, Закатальський район) — радянський азербайджанський тютюнник, Герой Соціалістичної Праці (1949).

## Біографія
Народилася 22 квітня 1918 року в селі Єнгіян Закатальського повіту ЗДФР (нині Закатальський район Азербайджану).
З 1936 року колгоспниця і ланкова в колгоспах «Новий шлях», імені Шверника і «1 Травня» Закатальського району. У 1948 році отримала урожай тютюну 25,8 центнера з гектара на площі 3 га.
Указом Президії Верховної Ради СРСР від 1 липня 1949 року за отримання в 1948 році високих урожаїв тютюну Керімовій Гюльбановше Курбан кизи присвоєно звання Героя Соціалістичної Праці з врученням ордена Леніна і золотої медалі «Серп і Молот».
З 1974 року пенсіонер союзного значення.
Активно брала участь у суспільному житті Азербайджану. Член КПРС з 1941 року. Депутат Верховної Ради Азербайджанської РСР 3-го скликання.
Померла в 1983 році.